# Calamotropha sumatraella
Calamotropha sumatraella là một loài bướm đêm trong họ Crambidae.